# Terra Indígena Manoki
Terra Indígena Irantxe/Manoki é uma terra indígena localizada no município de Brasnorte, no Mato Grosso. Ocupa uma área de 46.790 hectares, conforme homologação presidencial de 1990. É povoada por índios da etnia Irantxe.

## Histórico
Um decreto presidencial de 1968 criou a Terra Indígena Irantxe, então com 46.790 hectares. Desde então começaram as discussões sobre os limites do território. Em 1971, surgiram notícias sobre um grupo isolado, e os Manoki reivindicaram a ampliação da área de preservação para abranger os "arredios".
A Funai aprovou em 2002 uma proposta de ampliação do território Irantxe/Manoki, passando de 46.790 para 252.000 hectares, sugerindo um aumento de 447%, criando a denominada Terra Indígena Manoki, com 206.000 hectares, cujo processo administrativo ainda não foi concluído, e se encontra sem homologação presidencial. 

## Conflitos
A TI Manoki é frequentemente invadida por madeireiros. A derrubada ilegal de árvores já reduziu em 20% a cobertura florestal original.
Não há registros de conflitos entre indígenas e não-indígenas nesta área.
A área de ampliação da Terra Indígena Irantxe/Manoki sobrepõe alguns títulos de propriedade emitidos pelo Estado, trazendo insegurança para alguns proprietários que se encontram nas áreas, há pelo menos 25 anos.